# Luis VII de Baviera
Luis VII de Baviera (en alemán: Ludwig VII der Bärtige, Herzog von Bayern; c. 1368-1 de mayo de 1447, Burghausen) fue Duque de Baviera-Ingolstadt desde 1413 hasta 1443. Era hijo de Esteban III de Baviera y Tadea Visconti.

## Biografía
Como hermano de Isabel de Baviera-Ingolstadt, esposa de Carlos VI de Francia, pasó varios años en Francia. Cuando sucedió a su padre en 1413, ordenó la construcción del nuevo castillo de Ingolstadt, que fue fuertemente influenciado por el gótico francés.

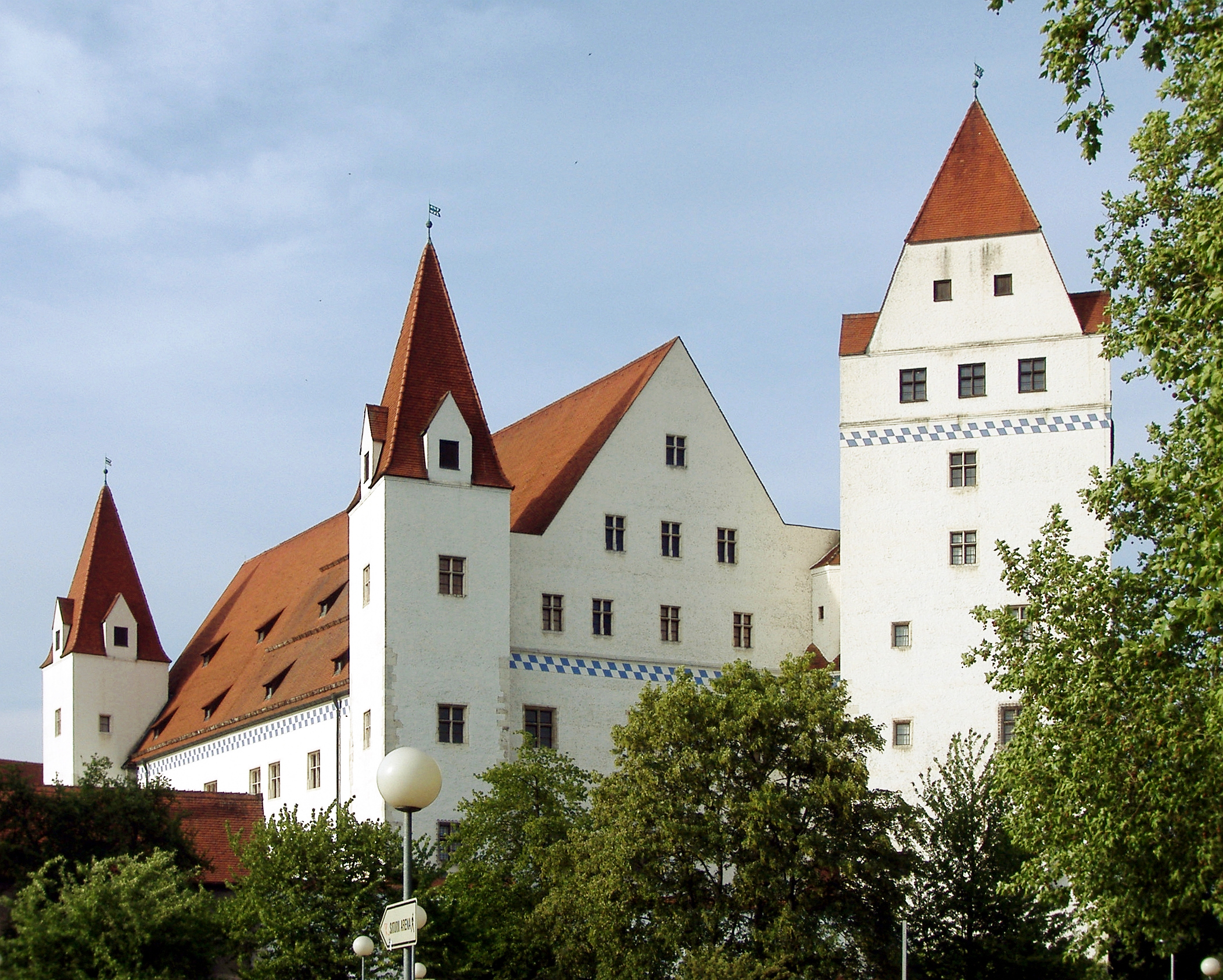
Frente del Nuevo Castillo de Ingolstadt.

En 1408 Luis, Guillermo II de Baviera-Straubing y Juan Sin Miedo, duque de Borgoña, derrotaron a los ciudadanos de Lieja, quienes se rebelaron contra el hermano de Guillermo, Juan de Baviera, el obispo de Lieja, en la Batalla de Othée. Luis, de muy mal genio, no estaba solo en conflicto con su ex aliado Juan Sin Miedo, sino que también luchó varias veces contra su primo  Enrique XVI de Baviera-Landshut, que se había unido a sus enemigos en la Sociedad perico de 1414 y la Liga de Constanza en 1415.
La muerte de Juan de Baviera en 1425 provocó un nuevo conflicto entre Luis y sus primos Enrique, Ernesto de Baviera-Múnich y  Guillermo III de Baviera-Múnich. Como resultado el ducado de Juan, Baviera-Straubing, se repartió entre los cuatro duques en 1429.
Finalmente, Luis fue encarcelado en 1443 por su propio hijo,  Luis VIII, que se había aliado con Enrique XVI. Luis murió en 1447 como prisionero de Enrique. Como su hijo Luis VIII había muerto dos años antes, el ducado de Baviera-Ingolstadt pasó a Enrique.

## Matrimonios
Luis se casó dos veces. Su primera esposa fue Ana de Borbón-La Marche, una hija del conde Juan I de La Marche, con quien se casó el 1 de octubre de 1402. Ella era la viuda de Juan de Berry, el conde de Montpensier. Ella murió en 1408. En 1413, se casó en segundo lugar con Catalina de Alençon, la hija de Pedro II de Alençon y María Chamaillart, vizcondesa de Beaumont-au-Maine. Con su primera esposa tuvo dos hijos,  Luis VIII de Baviera-Ingolstadt (1 de septiembre de 1403 - 7 de abril de 1445) y Juan (nacido en 1404), quien murió en la primera infancia. Con su segunda esposa tuvo un hijo Juan (nacido el 6 de febrero de 1415) y una hija sin nombre. Ambos niños murieron jóvenes. Con varias amantes, Luis tuvo varios hijos ilegítimos.